# Val-d'Espoir
Val-d'Espoir est un hameau ou village compris dans le territoire de la ville de Percé, au Québec (Canada). La localité d'arrière-pays fondée par des clercs et des colons de la côte connaît un certain essor grâce à son école d'agriculture dans les années 1930 et 1940.
Le lieu est aujourd'hui renommé pour sa production de bière et ses célébrations du jour de la marmotte.

## Toponymie
Le choix du nom de la localité s'explique d'une part par sa situation dans une vallée (val). La particule espoir fait référence soit à Cap-d'Espoir, village côtier d'où sont originaires les premiers colons, soit à l'optimisme entourant le projet de colonisation des environs.

## Géographie

### Situation
Val-d'Espoir est un hameau ou village compris dans le territoire de la ville de Percé, dans l'est de la péninsule gaspésienne. Il est localisé à une douzaine de kilomètres à l'ouest du village de Percé et à une dizaine de kilomètres au nord du village de Cap-d'Espoir.
Le secteur de Val-d'Espoir comprend les 3e, 4e et 5e rangs du canton de Percé, ainsi qu'une partie des cantons de Rameau et de Malbaie.
Le noyau villageois est de taille modeste. Il n'est pas desservi par l'aqueduc ni l'égout. En 2009, il comprend quelques résidences et institutions.

### Topographie
Les environs de Val-d'Espoir sont vallonnés, avec une inclinaison générale vers le sud. Le socle rocheux sur lequel repose la localité est issu de la formation de Bonaventure. Le sol est de couleur rougeâtre, généralement fertile. L'inventaire des terres du Canada montre que les sols présentent des limitations modérées à sérieuses, quoique les sols sont profonds, avec une bonne rétention de l'eau, ce qui facilite la gestion et optimise les rendements. Les principales limitations à la culture sont la topographie, la plupart du temps, et la basse fertilité par endroits.
Le territoire est sillonné par des ruisseaux qui se trouvent au fond de vallées encaissées, étroites et peu profondes. La rivière de l'Anse-à-Beaufils sillonne notamment le territoire.

### Climat
Le climat à Val-d'Espoir est de type continental froid et humide. Selon la classification Köppen-Geiger, le village est situé dans une zone climatique continentale humide avec des étés frais (Dfb).

Les températures sont généralement plus contrastées à Val-d'Espoir que sur la côte de Percé, où le golfe du Saint-Laurent adoucit l'air en hiver et le rafraîchit en été. Les vents dominants sont d'origine ouest-nord-ouest.
| Mois                              | jan.  | fév.  | mars  | avril | mai  | juin | jui.  | août | sep. | oct.  | nov.  | déc. | année   |
| --------------------------------- | ----- | ----- | ----- | ----- | ---- | ---- | ----- | ---- | ---- | ----- | ----- | ---- | ------- |
| Température minimale moyenne (°C) | −17,3 | −16,5 | −10,8 | −3,3  | 1,3  | 6,3  | 10,4  | 9,5  | 5,2  | 0,3   | −4,4  | −1,4 | −2,6    |
| Température moyenne (°C)          | −11,6 | −10,6 | −5,3  | 1,5   | 7,7  | 13,1 | 16,8  | 16,1 | 11,6 | 5,6   | −0,2  | −6,9 | 3,1     |
| Température maximale moyenne (°C) | −5,9  | −4,6  | 0,4   | 6,4   | 14   | 19,8 | 23,2  | 22,6 | 17,9 | 10,8  | 4     | −2,3 | 8,9     |
| Précipitations (mm)               | 87,5  | 65,1  | 98,4  | 90    | 89,2 | 79,6 | 100,3 | 93,7 | 81,6 | 121,3 | 111,4 | 16,9 | 1 135,1 |
| dont pluie (mm)                   | 16,2  | 7,8   | 27,3  | 50,2  | 84,1 | 79,6 | 100,3 | 93,7 | 81,6 | 116,1 | 75,8  | 46,5 | 779,2   |
| dont neige (cm)                   | 80,2  | 63,2  | 71,8  | 36,8  | 4,6  | 0    | 0     | 0    | 0    | 4     | 36,2  | 75   | 371,8   |

## Histoire
Vers 1914, un circuit missionnaire est établi dans l'arrière-pays de Percé. La famille de Michel Poirier, originaire de Cap-d'Espoir, est la première à s'établir dans les environs de Val-d'Espoir en 1920. Une chapelle-école est construite en 1924, dans le rang 5, près de l'actuel village. Les familles Anderson, Bourget, Bujold et Renouf s'installent à leur tour.

En 1928, dans le cadre de sa stratégie d'occupation de l'arrière-pays gaspésien, l'évêque François-Xavier Ross invite les Cisterciens à établir un monastère à Val-d'Espoir. Peu peuplé, situé sur des vallons favorables à l'agriculture, l'endroit convient au besoin de solitude et autosuffisance des religieux. Le monastère est inauguré en 1930. Les moines d'origine belge et hollandaise s'occupent à l'essouchage, à l'agriculture et à la construction de chemins. Les méthodes culturales européennes employées sont incompatibles avec le climat rigoureux de la Gaspésie, et les rendements sont faibles. Endettés, la cinquantaine de Cisterciens quittent Val-d'Espoir en 1935.

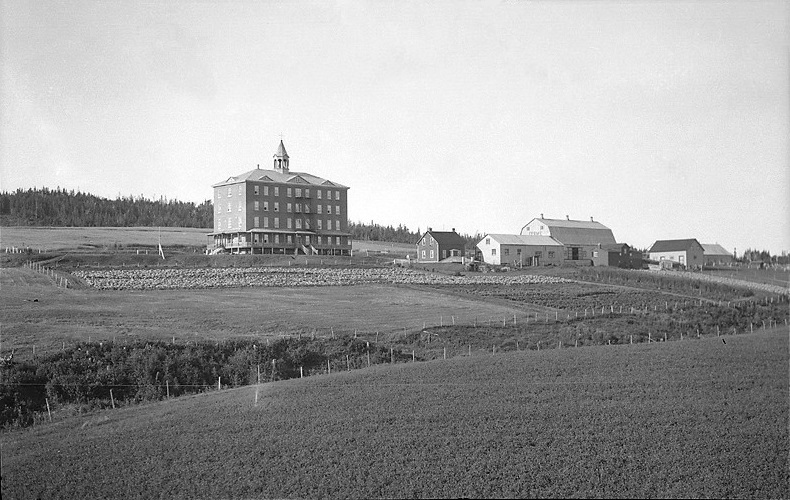
L'école d'agriculture.

À l'instar d'autres missions établies dans l'arrière-pays gaspésien, dans les années 1930, sous l'impulsion de plans de colonisation des ministres Gordon et Vautrin, mis en place en réponse à la Grande Dépression, la population Val-d'Espoir croît rapidement en raison de l'afflux de nouveaux arrivants issus des villes et du sud de la Beauce, notamment d'Audet. Les nouveaux arrivants viennent y pratiquer une agriculture de subsistance,. En 1932, la population est de 338 personnes.
Une caisse populaire est ouverte en 1937. La même année, l'abbé Georges Rioux, agronome, prend en charge l'administration du monastère abandonné. À partir de 1938 Clercs de Saint-Viateur y opèrent ensuite une école d'agriculture d'une capacité d'environ 50 élèves.
En 1947, la population est de 1 306 habitants. L'électricité est installée cette année-là par la coopérative de Gaspé-Sud. À la fin des années 1940, le village compte de multiples commerces, services et industries : une salle communautaire, un dispensaire, huit magasins, trois scieries, deux forgerons, deux fabricants de portes et fenêtres.

L'église érigée en 1932 est remplacée par une nouvelle construction en 1955. Les deux bâtiments cohabitent pendant près de vingt ans. Après son exécration, la vieille église est ensuite affectée à divers usages : centre de loisirs, patinoire intérieure, théâtre et salle de spectacles, entrepôt, remise pour le bois de chauffage. Elle est démolie en 1972.

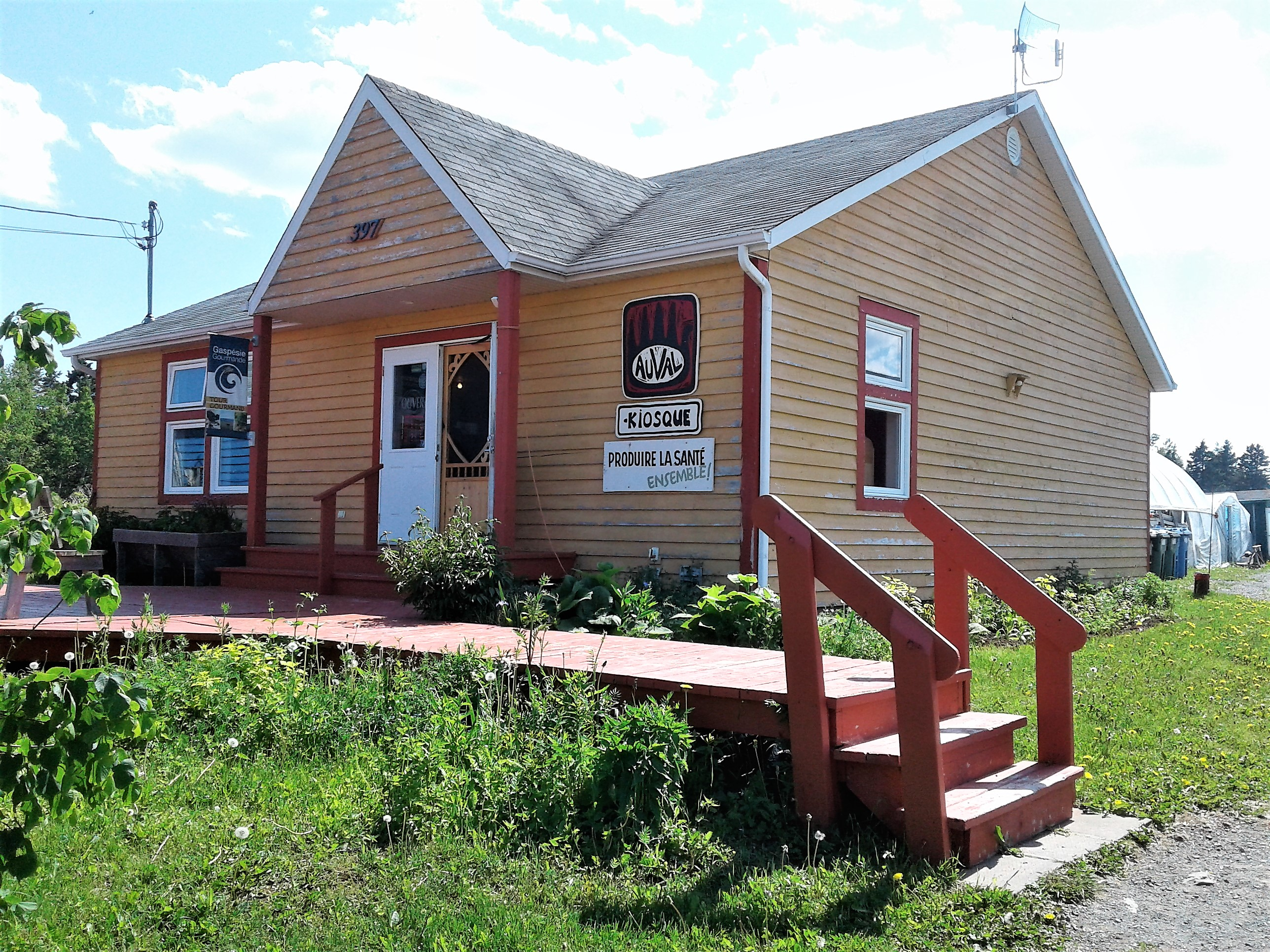
La brasserie Auval

Le village connaît un déclin vers les années 1960. La nouvelle école, inaugurée en 1956, est fermée en 1961, faute d'inscriptions. Elle est incendiée en 1973. L'école d'agriculture ferme elle aussi ses portes en 1961, concurrencée par l'école de Sainte-Anne-de-La-Pocatière,. En 1971, préoccupé par le peu de perspectives de développement de la localité, le Bureau d'aménagement de l'Est du Québec recommande au gouvernement de relocaliser la population de Val-d'Espoir et d'y cesser les services. Le territoire, jusque là dépourvu d'organisation municipale, est annexé à la ville de Percé. Le plan d'urbanisme de la nouvelle ville de Percé prévoit néanmoins en 1973 la persistance du noyau villageois, en désignant la localité comme secteur où l'implantation de commerces et services serait autorisée.
Une coopérative reprend la gestion des terres de l'ancienne école d'agriculture en 2000,. En 2015, une ferme brassicole s'y établit, partageant les locaux en copropriété avec une épicerie, un café et un moulin à farine.

## Économie

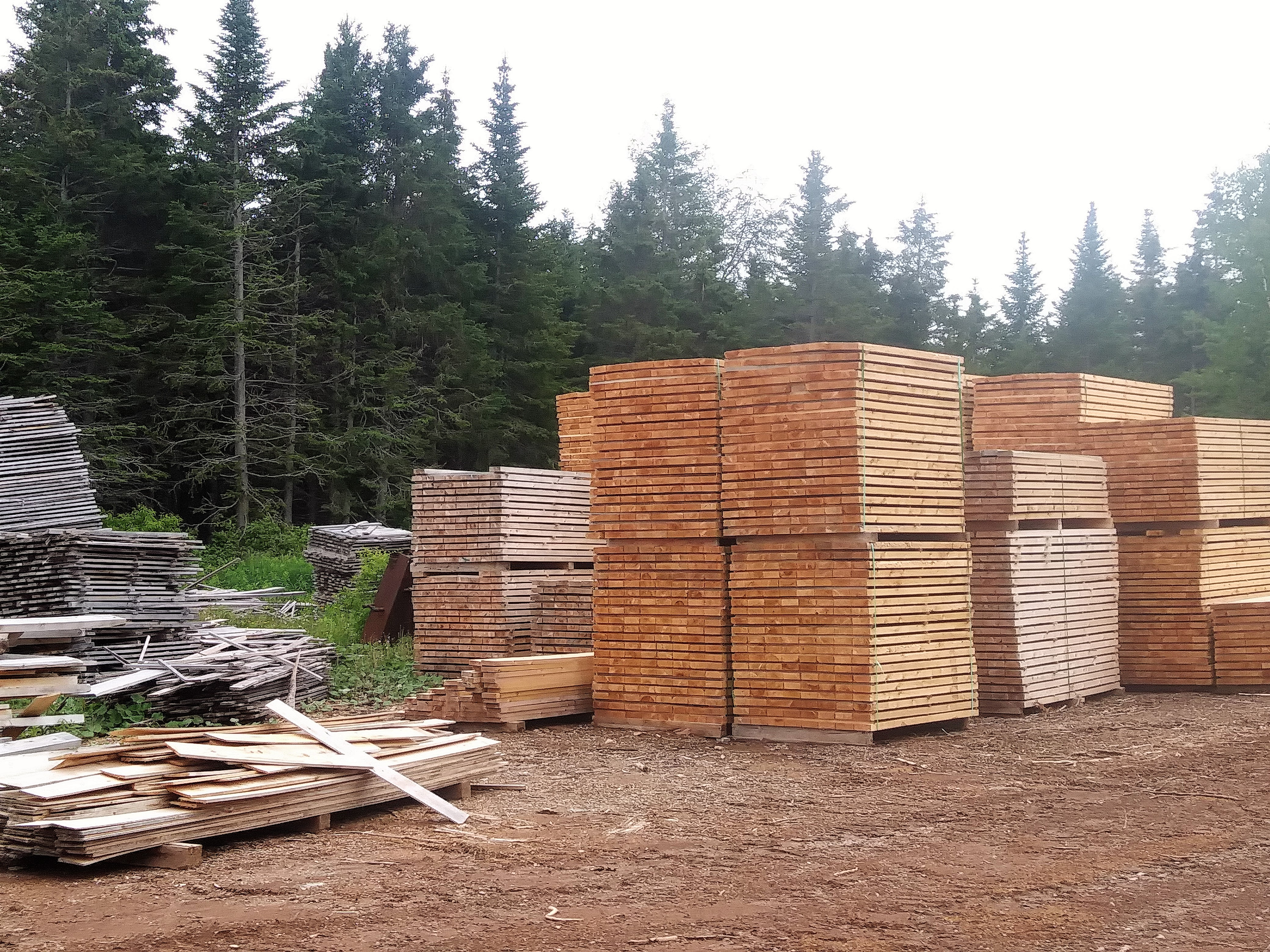
La scierie Blais

La brasserie Auval s'est installée en 2015 sur la terre de l'ancienne école d'agriculture.
La scierie Blais produit du bois d'œuvre. L'entreprise est achetée par les scieries Castilloux en 2023[réf. souhaitée].

## Services
En 2009, la localité est desservie par un bureau de poste. L'école primaire L'Assomption compte 40 élèves. Une bibliothèque est installée dans le centre communautaire. Une patinoire extérieure est opérée l'hiver.
L'église Saint-François-de-Sales dessert les fidèles catholiques. Elle est identifiée comme élément culturel d'importance régionale.

## Culture et rayonnement

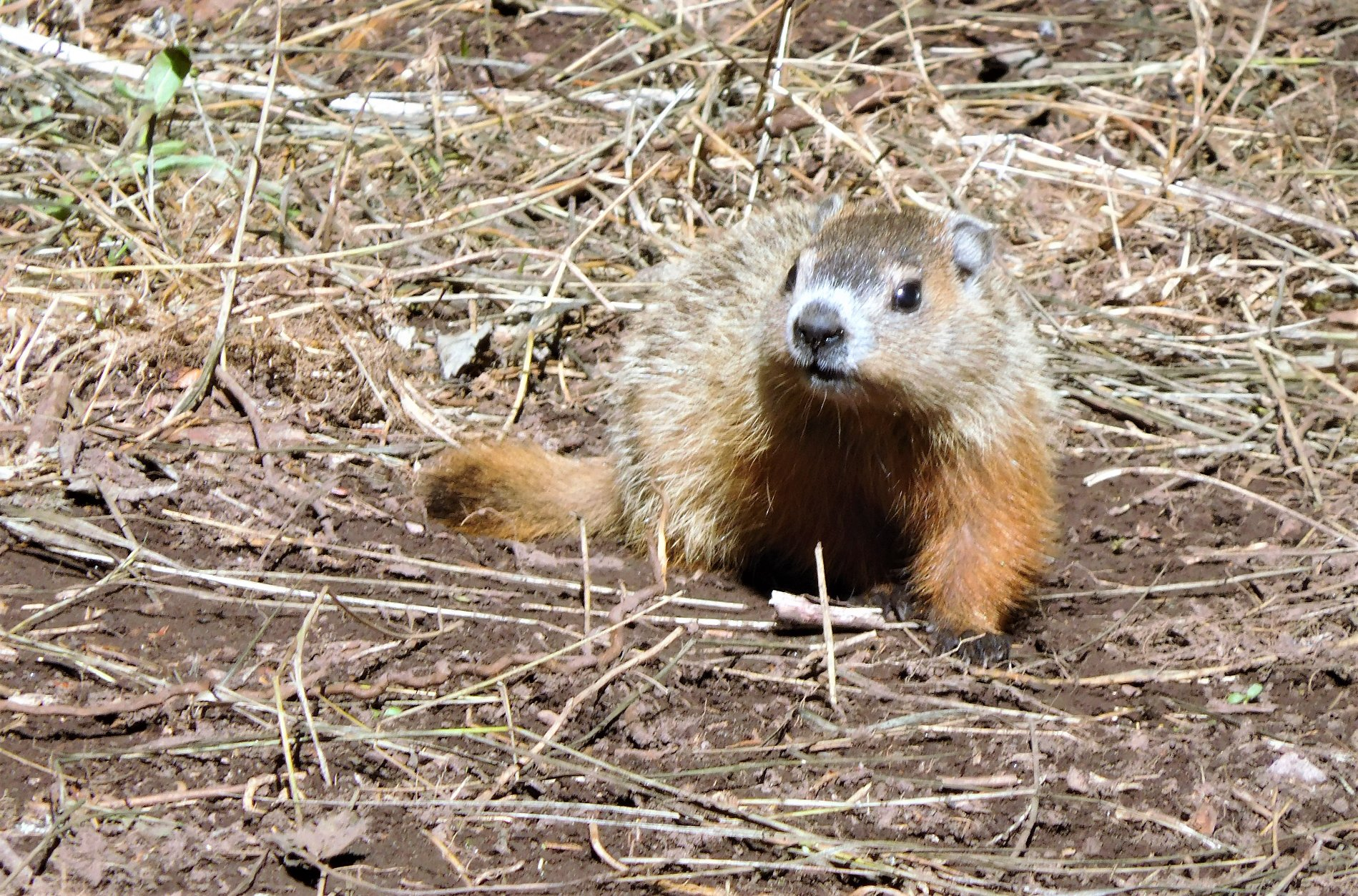
Fred la marmotte

Depuis 2010, Val-d'Espoir célèbre le jour de la marmotte. Fred, désignée « marmotte officielle du Québec » par son entraîneur, y fait annuellement ses prédictions de l'arrivée du printemps. Selon MétéoMédia, le taux de succès des prédictions de Fred est de 65 % mais sur une durée de seulement 10 ans alors que les moyennes météorologiques sont faites sur 30 ans ou plus,. En 2023, la marmotte Fred est retrouvée morte au moment de faire sa prédiction. La mort de l'animal fait l'objet d'une couverture médiatique internationale,.
Le village est aussi l'hôte d'un carnaval hivernal, l'un des plus vieux carnaval d'hiver au Québec.
Une chanson de Louise Forestier écrite en 1976 par Claude Lafrance est intitulée Val-d'Espoir.
Une rue est nommée Val-d'Espoir à Laval, dans le quartier Sainte-Dorothée.